# Cucullia semiconfluens
Cucullia semiconfluens là một loài bướm đêm trong họ Noctuidae.